# Carlo Rossi (ok. 1630–1688)
Carlo Rossi (ur. ok. 1630, zm. 1688 we Wrocławiu) – włoski architekt działający na terenie Śląska.

## Biografia
Rossi urodził się około 1630 roku. Działał na Śląsku, pracując dla biskupów wrocławskich oraz Piastów śląskich. Syn Rossiego Antonio Domenico był dekoratorem (prace sztukatorskie). Wykonane prace:
- przebudowa pałacu w Oławie (1659–1675)
- przebudowa pałacu we Wrocławiu (ok. 1660–1670)
- mauzoleum Piastów w Legnicy (1677–1678)
- pałac biskupi w Nysie (ok. 1660–1670)
- pałac w Luboradzu
- kaplica pałacowa w Żmigrodzie (1683)
- nadzór budowy kaplicy Św. Elżbiety przy katedrze we Wrocławiu